# 阿尔利河
阿尔利河（法語：Arly，法語發音：[aʁli]）是法国奥弗涅-罗讷-阿尔卑斯大区萨瓦省与上萨瓦省的河流，是伊泽尔河的右支流，长32.1千米。